# Cobalt(III) fluoride
Cobalt(III) fluoride là hợp chất vô cơ có công thức CoF3. Hydrat cũng được biết đến, chẳng hạn đime Co2F6·2H2O có màu đỏ. Hợp chất khan là một chất rắn màu nâu hút ẩm. Nó được sử dụng để tổng hợp các hợp chất fluor hữu cơ.

## Điều chế
Cobalt(III) fluoride có thể được điều chế trong phòng thí nghiệm bằng cách xử lý CoCl2 với F2 ở 250 ℃:
CoCl2 + {\displaystyle {\frac {3}{2}}}F2 → CoF3 + Cl2↑
Trong phản ứng oxy hóa-khử này, Co2+ và Cl− bị oxy hóa thành Co3+ và Cl2 tương ứng, trong khi F2 bị khử xuống F−. Cobalt(II) oxide (CoO) và cobalt(II) fluoride (CoF2) cũng có thể được chuyển đổi thành coban(III) fluoride bằng fluor.
Hợp chất cũng có thể được hình thành bằng cách xử lý CoCl2 với chlor trifluoride ClF3 hoặc brom trifluoride BrF3.

## Cấu trúc

### Khan
Coban(III) fluoride khan kết tinh trong hệ tinh thể lập phương, cụ thể theo mô-típ của nhôm(III) fluoride, với a = 527,9 pm, α = 56,97°. Mỗi nguyên tử coban liên kết với sáu nguyên tử fluor trong hình học bát diện, với khoảng cách Co–F là 189 pm. Mỗi fluoride là một phối tử bắc cầu đôi.

### Ngậm nước
Hemiheptahydrat 2CoF3·7H2O cũng được biết đến. Nó được mô tả chính xác hơn là CoF3(H2O)3·0,5H2O.
Có một báo cáo rằng hợp chất có cấu trúc tương tự AlF3·3H2O, CrF3·3,5H2O cũng được mô tả là có cấu trúc tương tự.

## Phản ứng
CoF3 bị phân hủy trong nước tạo O2:
4CoF3 + 2H2O → 4HF + 4CoF2 + O2↑
Nó phản ứng với muối fluoride để tạo ra anion [CoF6]3−, cũng có tính chất trung tâm coban(III) có độ xoáy cao.
Dạng ngậm nước CoF3·3,5H2O cũng phản ứng với nước để tạo ra chất kết tủa màu đen có chứa Co3+.

## Ứng dụng
CoF3 là một chất fluor hóa mạnh. CoF3 có thể chuyển hydrocarbon thành pefluorocacbon:
2CoF
3 + R-H → 2CoF
2 + R-F + HF
CoF2 là sản phẩm phụ.
Phản ứng như vậy đôi khi được đi kèm với sắp xếp lại hoặc phản ứng khác. Thuốc thử liên quan KCoF4 được lựa chọn nhiều hơn.

## CoF3ở thể khí
Trong pha khí, CoF3 được tính là mặt phẳng ở trạng thái cơ bản và có trục xoay 3 lần (ký hiệu đối xứng D3h). Ion Co3+ có trạng thái cơ bản là 3d6 5D. Các phối tử fluoride phân chia trạng thái này thành, theo thứ tự năng lượng, trạng thái 5A', 5E" và 5E'. Sự khác biệt về năng lượng đầu tiên là nhỏ và trạng thái 5E" phải chịu hiệu ứng Jahn-Teller, vì vậy hiệu ứng này cần được xem xét để chắc chắn về trạng thái cơ bản. Việc giảm năng lượng là nhỏ và không thay đổi thứ tự năng lượng. Tính toán này là cách xử lý đầu tiên của hiệu ứng Jahn-Teller sử dụng các bề mặt năng lượng được tính toán.

## Hợp chất khác
Coban(III) fluoride còn tạo một số hợp chất với NH3, như CoF3·3NH3 là chất rắn vàng, CoF3·4NH3 là chất rắn đỏ nhạt, CoF3·5NH3 là chất rắn vàng cam hay CoF3·6NH3 là tinh thể vàng.